# Sieverslake
Sieverslake ist ein bewohnter Gemeindeteil im Ortsteil Spreeau der Gemeinde Grünheide (Mark) im Landkreis Oder-Spree in Brandenburg.

## Geografische Lage
Der Gemeindeteil liegt südwestlich von Spreeau. Rund einen halben Kilometer nordnordwestlich befindet sich der Wohnplatz Wilhelmsaue, östlich der weitere Gemeindeteil Spreewerder. Die Spree fließt südlich des Gemeindeteils von Osten kommend in westlicher Richtung vorbei. Südlich der Spree liegt der Spreenhagener Ortsteil Hartmannsdorf.

## Geschichte
Im Jahr 1704 lebte und arbeitete der Teerbrenner Jürgen Noack auf Siverslake in der Rüdersdorfer Heide, die zum Amt Rüdersdorf gehörte. Dies ist auch gleichzeitig die erste urkundliche Erwähnung des Etablissements. Eine seiner Nachfahren, eine Teerschwelerin Noack, betrieb dieses Gewerbe im Jahr 1744 weiter. Sie besaß außerdem „etwas Land“, auf dem sie fünf bis sechs Scheffel Saat ausbrachte. Außerdem bewirtschaftete sie an der Spree vier Morgen (Mg) Wiese und erntete dort acht Fuder Heu.
Unter Friedrich II. kam im Jahr 1749 eine Kolonistenfamilie aus Zweibrücken nach Sieverslake. Sie erhielten 60 Mg Acker und 16 Mg Wiese (1750). Ihr Hof befand sich ausweislich der Akten „nahe dem Weg von Storkowforth nach Freienbrink und Hohenbinde, etwas entfernt davon der Teerofen und die Wohnung des Teerschwelers (Christian) Stein“. Dieser Teerschweler erhielt 1764 eine erbliche Überlassung der Kruggerechtigkeit am Störitzsee; außerdem erschien er 1773 erneut in den Akten. Anschließend muss dieser Teerschweler seinen Ofen an einen Herrn Lawisch weitergegeben haben, der in eine Streitigkeit mit dem Amt um den Bierverlag geriet. Im Etablissement gab es zwei Erbzinsgüter, die 1791 mit zwei Büdnerfamilien besetzt waren und 29 Personen umfasste. Diese betrieben drei Feuerstellen. Die Kolonistenfamilie hieß zum Ende des 18. Jahrhunderts Schneider. Ihr Wohnhaus und Stall brannte in dieser Zeit ab und wurde zwischen 1792 und 1793 wiederaufgebaut.
Im Jahr 1801 bestanden diese beiden Büdnerfamilien nach wie vor, allerdings wurde der Teerofen mittlerweile nicht mehr betrieben. Es gab nur noch zehn Personen und zwei Feuerstellen. Diese gingen bis 1775 nach Markgrafpieske zur Kirche und gehörten ab 1801 zu Rüdersdorf bei Berlin. Bis 1817 ging die Anzahl der Einwohner auf acht zurück und stieg auf elf Personen im Jahr 1840 an. Diese lebten in zwei Wohnhäusern. Im Jahr 1860 waren es zwei Wohnhäuser sowie zwei Wohn- und drei Wirtschaftsgebäude, in denen mittlerweile 27 Personen lebten. Zur Jahrhundertwende wechselte die seelsorgerische Betreuung erneut und kam nach Spreenhagen. Bis 1925 war im Dorf die Anzahl auf 30 Personen angewachsen. In dieser Zeit erwarb der Landwirt Uhlitz aus Sievershagen eine Fläche von rund einem Hektar. Im Jahr 1932 wurde Sieverslake ein Wohnplatz von Spreeau.